# Cheilanthes pteridioides
Cheilanthes pteridioides — вид рослин родини птерисових (Pteridaceae).

## Опис
Має темно-зелене листя 5–20 см і довгі червонувато-коричневі черешки.

## Поширення
Це вид зустрічається в Середземномор'ї, від Португалії до Італії, також населяє Азорські острови, Мадейру, Канарські острови, Корсику, Сардинію і Сицилію. Він також присутній в Алжирі і Марокко, де він росте в тріщинах скель.